# 奥莉加·伊万诺芙娜·帕夫洛娃
奥莉加·伊万诺芙娜·帕夫洛娃（羅馬化：Ol'ga Ivanovna Pavlova；1965年5月18日—）是俄罗斯田径教练和政治人物，第七届国家杜马议员。
1987年，她毕业于乌里扬诺夫-列宁喀山国立大学生物与土壤学院。2014年，她当选鞑靼斯坦共和国国家议会议员。2016年，她当选第七届国家杜马议员。在从政之前，她也担任过多个组织的田径教练。